# Buellia arnoldii
Buellia arnoldii är en lavart som beskrevs av Servít. Buellia arnoldii ingår i släktet Buellia och familjen Physciaceae.  Arten är reproducerande i Sverige. Inga underarter finns listade i Catalogue of Life.